# Aartsbisdom Tuguegarao

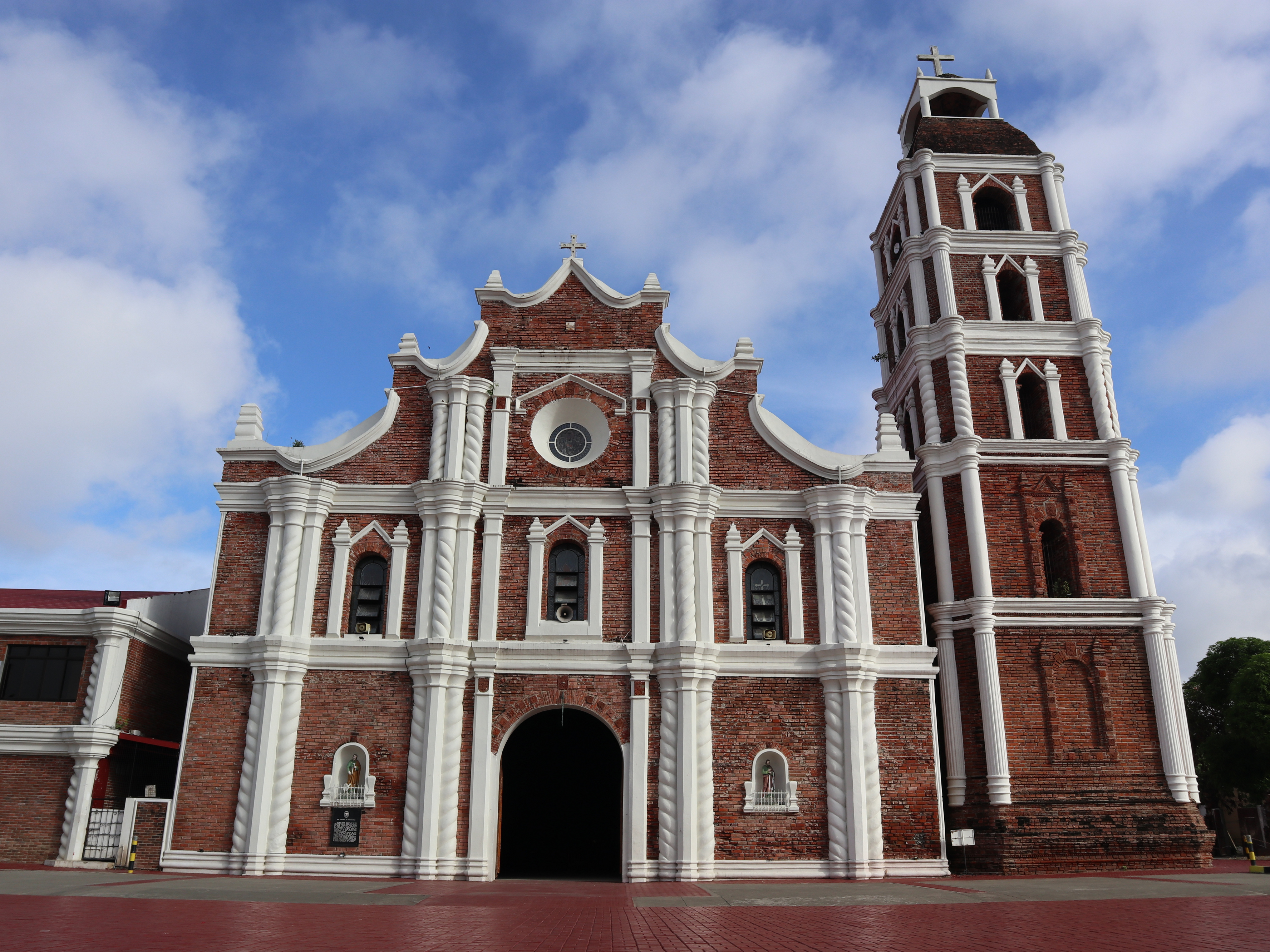
Metropolitische Kathedraal St. Petrus en Paulus in Tuguegarao

Het aartsbisdom Tuguegarao (Latijn: Archidioecesis Tuguegaraoana) is van de 16 rooms-katholieke aartsbisdommen van de Filipijnen. Het gebied van het aartsbisdom Tuguegarao omvat de provincie Cagayan (met uitzondering van de Batan-eilanden. De suffragane bisdommen zijn bisdommen Bayombong en Ilagan en het territoriaal prelatuur Batanes. De metropolitane kathedraal van het aartsbisdom Tuguegarao is de Metropolitan Cathedral of Tuguegarao. De aartsbisschop van Tuguegarao is sinds 2020 Ricardo Baccay. Het aartsbisdom had in 2006 een totaal aantal van 1.259.610 geregistreerde gedoopte katholieken.

## Bisschoppen

- Maurice Patrick Foley (1 september 1910 - 6 september 1916)
- Santiago Caragnan Sancho (5 februari 1917 - 22 april 1927)
- Constancio Jurgens (27 januari 1928 - 6 mei 1950)
- Alejandro Olalia (6 mei 1950 - 28 december 1953)
- Teodulfo Sabugai Domingo (29 april 1957 - 31 januari 1986)
- Diosdado Aenlle Talamayan (31 januari 1986 - 15 juni 2011)
- Sergio Lasam Utleg (15 juni 2011 - 18 oktober 2019)
- Ricardo Baccay (14 januari 2020 - heden)